# 山名時熙
山名 時熙（やまな ときひろ）は、南北朝時代から室町時代の武将、守護大名。室町幕府相伴衆、侍所頭人、但馬・備後・安芸・伊賀守護。父は山名時義で長男。養子として入った兄弟（従兄）に氏之。正室は山名氏清の娘（山名師義の娘とも）。子に満時、持熙、持豊（宗全）。猶子に熙高（ひろたか）。官位は宮内少輔、右衛門佐、右衛門督。法名、常熙（じょうき）。

## 生涯
康応元年/元中6年（1389年）に父が死去し、家督を相続。しかし、山名氏の惣領権を巡る争いから明徳元年/元中7年（1390年）3月には氏之と共に3代将軍足利義満から討伐を受け、伯父の山名氏清、従兄の山名満幸（氏之の弟）らに攻められ、但馬から備後へ逃れ、但馬を取り上げられ氏清に替えられた。翌明徳2年/元中8年（1391年）には義満に赦免され、氏清らが挙兵した明徳の乱では義満の馬廻勢に加わり戦い、戦後氏清の分国但馬を拝領する。だが、一方でこの乱で敗れた従兄の満氏（みつうじ、氏清の子）・氏利（うじとし、同）兄弟や従弟の熙高（ひろたか、叔父高義の子）を秘かに匿っていた。
応永6年（1399年）に堺で大内義弘が蜂起した応永の乱でも戦い、備後の守護となる。
相伴衆として幕政にも参加し、4代将軍足利義持から6代足利義教時代まで仕える。応永21年（1414年）、永享4年（1432年）には侍所頭人を務め、畠山満家と共に宿老となる。応永23年（1416年）に鎌倉府で起こった上杉禅秀の乱では、同時期に京都から出奔しようとした足利義嗣と共に内通疑惑をもたれる。応永34年（1427年）の赤松満祐出奔事件では討伐軍に加わる。永享5年（1433年）に家督を持豊に譲り、日明貿易に関する横領疑惑で失脚。
永享7年（1435年）7月4日、京都で69歳で死去。法名は大明寺殿巨川常熙大居士。但馬黒川（兵庫県朝来市）の大明寺に葬られた。また、父時義と並ぶ墓と木像が兵庫県豊岡市の円通寺にあり、この2つの寺や大同寺・楞厳寺など時熙が中興開基・創建した寺が多く残されている。
山名氏は明徳の乱で没落したが、時熙の代で勢力を取り戻し、安芸守護に満氏が、石見守護に氏利が、因幡守護に従弟で猶子となった熙高が任命され、時熙と氏之の領国伯耆と合わせて7ヶ国の領有を果たした。山名氏の家督は時熙の家系が受け継いでいった。

## 偏諱を与えた人物
※「熙」については異体字で「煕」や「熈」とも書く。
- 山名満時（長男）
- 山名持熙（次男）
- 山名熙高（猶子・従兄弟）
- 山名時高（熙高の長男）
- 山名熈成（熙高の次男）
- 山名熈幸（熙高の三男）
- 山名熙之（氏之の子）
- 山名熙貴（従甥）
- 垣屋熙忠（遠江入道）
- 垣屋熙続（熙忠長男：越前守）
- 垣屋熙知（熙忠次男：越中守）
- 小早川煕平（安芸沼田小早川氏）
- 浦煕氏（浦熈氏とも、浦氏当主、小早川煕平の三従兄弟にあたる）
- 三吉熈秀（備後三吉氏）
- 毛利煕元（安芸毛利氏）
- 山内熙通（備後山内氏、山内直通の曽祖父）